# Francis Edward Faragoh
Francis Edward Faragoh est un scénariste américain né le 16 octobre 1898 à Budapest (Autriche-Hongrie), décédé le 25 juillet 1966 à Oakland (États-Unis).

## Filmographie
- 1929 : Her Private Affair
- 1930 : Back Pay
- 1931 : Le Petit César (Little Caesar)
- 1931 : The Right of Way de Frank Lloyd
- 1931 : L'Homme de fer (Iron Man)
- 1931 : Too Young to Marry
- 1931 : Frankenstein
- 1932 : Prestige
- 1932 : The Last Man
- 1932 : Under-Cover Man
- 1934 : Hat, Coat, and Glove
- 1935 : Chasing Yesterday
- 1935 : Becky Sharp
- 1935 : The Return of Peter Grimm
- 1936 : Le Danseur pirate (Dancing Pirate)
- 1942 : The Mad Martindales
- 1943 : Mon amie Flicka (My Friend Flicka)
- 1946 : Les Indomptés (Renegades) de George Sherman
- 1947 : Easy Come, Easy Go